# 聯合國安全理事會第1441號決議
联合国安全理事会第1441号决议于2002年11月8日通过。决议重申第660号、第661号、第678号、第686号、第687号、第688号、第707号、第715号、第986号、第1284号十个安理会决议。决议宣称提供給萨达姆·侯赛因政权“最后一次裁军的机会”。
决议认定，伊拉克在安理会第687号决议的背景下继续违反停火协议并拒绝裁军。伊拉克不仅拥有大规模杀伤性武器，并且继续进口高危武器，拒绝向科威特在1990-1991年中的战争造成的损害提供赔偿。

## 决议内容

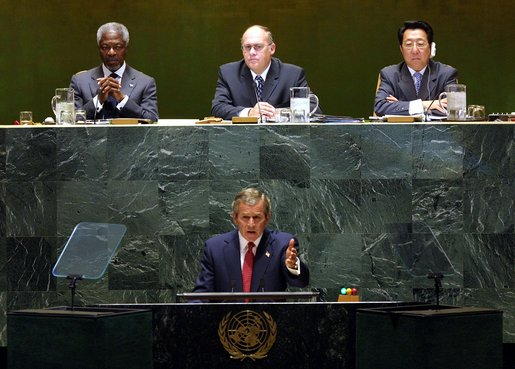
2002年9月12日，时任美国总统乔治·布什在联合国大会进行演说。演说中透露出美国政府对伊拉克海珊政府的极度不满。

2002年9月12日，美国总统乔治·布什在联合国大会进行演说，概括了对伊拉克海珊政府的制裁目录。其中包括：
- 伊拉克政府违反联合国安全理事会第1373号决议，支持并资助包括盖达组织在内的恐怖组织，发动直接针对伊朗、以色列及其他西方国家的暴力...而从阿富汗逃离出来的盖达组织的恐怖分子则藏身于伊拉克境内。
- 联合国人权委员会于2001年的报告认为伊拉克存在着“极其严重”的侵犯人权行为。
- 伊拉克政府生产和使用大规模杀伤性武器（生物武器、化学武器及远程导弹），这些都违反了联合国安理会的一系列决议。
- 伊拉克政府从联合国石油换食品计划中获得大量财富，但该国大部分人民并没有从中受益。
- 伊拉克政府悍然单方面中断联合国武器核查小组的相关工作。

在这次讲话过后，美国开始与安全理事会的其他成员展开频繁的磋商。雖然多數成員初步同意監控協助伊拉克裁軍，然而其中一些成员对加大干涉伊拉克局势抱有疑虑，在这之中又以三个常任理事国为主：中国、法国、俄罗斯。
在此期间，伊拉克当局否认全部的指控，并宣称姿態放軟，將允许联合国武备核查小组进入伊拉克。而美国方面则是在這種情況下，继续呼吁安理会授权使用武力。
该决议的草案是由美国和英国起草，经过八个星期复杂混乱的谈判最终成稿。而在这过程中，法国和俄罗斯的异议最大。法国质疑该决议中的“严重后果”一词，认为在武器核查小组检查出实实在在的“违禁武器”之前，联合国都不应该授权任何一个成员国使用武力；相反，联合国应该通过另外一项决议，明确核查小组检测的时间表。《联合国宪章》第七章中，认定在必要时候，安理会可以采取“所有一切必要的手段”。在1990年的安理会第687号决议和1441号决议中，都强调了要继续处理此案。